# Циган (фільм, 2000)
«Циган» (ісп. Gitano) — іспанський фільм-нуар 2000 року, який створив режисер Мануель Паласіос за оригінальним сценарієм Артуро Переса-Реверте. У головних ролях Хоакін Кортес і Летиція Каста.

## Сюжет
Андрес Ередія, циган-музикант з Гранади, виходить з тюрми після дворічного ув'язнення. Його дружина — циганка Лусія на прізвисько Француженка, — пішла від нього до місцевого мафіозі Манфреді, а його родичі вимагають від нього помститися злочинцям, які вбили його друга і підставили самого Андреса. Але все чого прагне Андрес — це спокій. Намагається він ігнорувати і почуття, що виникають між ним та співачкою Лолою — сестрою Лусії і дружиною його друга Малюка. Та після того, як під колесами мотоцикла злочинців, які, боячись помсти з боку Андреса, намагалися його застрелити, гине малолітній брат Лусії і Лоли, йому все ж доводиться взятися за зброю. І тим самим він провокує низку драматичних подій, що призводять до загибелі Манфреді, Малюка і Лусії. По завершенні всього, Андрес і Лола розуміють, що їм більше не треба приховувати своїх почуттів одне до одного.

## У ролях
| Актор               | Роль          |
| ------------------- | ------------- |
| Хоакін Кортес       | Андрес Ередія |
| Летиція Каста       | Лусія         |
| Марта Белостегі     | Лола          |
| Хінес Гарсія Мільян | Малюк         |
| Пілар Бардем        | Пепа Моліна   |
| Хуан Фернанднес     | Манфреді      |
| Антоніо Кармона     | Ромеро        |

## Нагороди та номінації
Гойя (2001)
- Номінація на найкращу оригінальну пісню (Артуро Перес-Реверте, Абігайль Марсе).

Срібні кадри (2001)
- Номінація на найкращу акторку (Марта Белостегі).

YoGa (anti-Goya) (2001)
- Найгірший іспанський актор (Хоакін Кортес)[1].